# 74-та окрема мотострілецька бригада (РФ)
74-та окрема гвардійська Звенигородсько-Берлінська орденів Кутузова та Суворова 2 ступеня мотострілецька бригада (74 ОМСБр, в/ч 21005) — механізоване формування Збройних сил Російської Федерації чисельністю у бригаду. Дислокується у м. Юрга, Кемеровська область. Входить до складу 41-ї загальновійськової армії Центрального військового округу.

## Історія
У вересні 1993 року 94-та гвардійська мотострілецька дивізія 2-ї гвардійської танкової армії була виведена з території Німеччини в Сибірський військовий округ. Новим місцем дислокації стало місто Юрга Кемеровської області. Два полки дивізії, а саме 288-й гвардійський мотострілецький полк та 74-й гвардійський танковий полк, були передані до 85-ї мотострілецької дивізії. Тоді ж дивізія й була скорочена до бригади та отримала назву 74-та окрема гвардійська мотострілецька бригада.

### Перша чеченська війна
У ніч із 31 грудня 1994 року на 1 січня 1995 року бригада у складі 1274 чоловік барала участь у новорічному штурмі Грозного, крім цього бійці бригади захопили станиці Іллінівська та Петропавлівська. Загалом за час конфлікту загинули 128 військовослужбовців 74-ї бригади, понад 700 осіб звідти було нагороджено урядовими нагородами.

### Крим
Військовослужбовці 74 ОМСБр брали участь в операціях з анексії Криму.

### Війна на сході України
У бойових діях літа 2014 року техніка бригади мала тактичні знаки у вигляді великих літер «А».
У серпні 2014 року підрозділи 74 ОМСБр брали участь у боях під Луганськом. У селі Переможне, що в кількох кілометрах південніше Луганського аеропорту, були зафільмовані підрозділи 74 ОМСБр. Їх конвой бронетехніки рухався 31 серпня 2014 року через село П'ятигорівка.
У вересні 2014 року велика колона військової техніки, що була знята поблизу м. Краснодон, належала 74 ОМСБр. У колоні були танки Т-72Б зр. 1989, Т-72Б, БМП-2, МТЛБ й техніка підтримки. Деякі танки були сильно пошкоджені.
Один із контрактників був ідентифікований у районі с. Новокатеринівка, після боїв за Іловайськ.
Взимку 2014—2015 року контрактники 74-ї бригади воювали на Донбасі під прикриттям батальйону ЛНР «Хулігани».
Штаб АТО на брифінгу 11 березня 2015 р. заявив що частини 74 ОМСБр діють у районі с. Комсомольське.
У травні 2017 року спільнота ІнформНапалм оприлюднила імена двох артилеристів, що були ідентифіковані у боях літа-осені 2014 року на Донбасі: Денис Сушков (рос. Денис Сушков) і Олександр Німіткін (рос. Александр Нимиткин).

### Повномасштабне російське вторгенення у 2022
24 лютого розвідувальний взвод 74-тої бригади здався в полон біля Чернігова.
Починаючи з 9 по 13 травня 2022 року українські військові знищили понтонні переправи російських військ через річку Сіверський Донець біля селища Білогорівка на Луганщині. Батальйонно-тактична група входила до складу російської 74 ОМСБР. Всього рашисти втратили близько 100 одиниць техніки та 485 бійців особового складу.
Крім того, в Славутичі бригада катувала та вбивала мирних жителів.

## Склад
За даними milkavkaz.com:
- управління,
- танковий батальйон,
- 3 мотострілецьких батальйони,
- розвідувальний батальйон,
- 2 гаубичних самохідно-артилерійські дивізіони,
- реактивний артилерійський дивізіон,
- протитанковий артилерійський дивізіон,
- зенітний ракетний дивізіон,
- зенітний ракетно-артилерійський дивізіон,
- інженерно-саперний батальйон,
- батальйон управління (зв'язку),
- ремонтно-відновлювальний батальйон,
- батальйон матеріального забезпечення,
- стрілецька рота (снайперів),
- рота БПЛА,
- рота РХБЗ,
- рота РЕБ,
- комендантська рота,
- медична рота,
- батарея управління та артилерійської розвідки (начальника артилерії),
- взвод управління і радіолокаційної розвідки (начальника протиповітряної оборони),
- взвод управління (начальника розвідувального відділення),
- взвод інструкторів,
- взвод тренажерів,
- полігон,
- оркестр.

## Озброєння
- 40 × Т-72Б3
- 1 × Т-72БК
- 120 × БМП-2
- 5 × БТР-70/БТР-80
- 4 × БРДМ-2
- 33 × МТ-ЛБ
- 18 × БМ-21 «Град»
- 36 × 2С3 «Акація»
- 18 × 2С12 «Сані»
- 12 × МТ-12 «Рапіра»
- 12 × 9П149 «Штурм-С»
- 12 × 9А33БМ2 «Оса»
- 6 × «Стріла-10»
- 6 × «Тунгуска»

## Командування
| №  | Прізвище, ім'я, по-батькові    | початок | закінчення |
| -- | ------------------------------ | ------- | ---------- |
| 1  | Давидов Михайло Петрович       | 1992    | 1993       |
| 2  | Бахін Аркадій Вікторович       | 1993    | 1995       |
| 3  | Авдєєв Олексій В'ячеславович   |         |            |
| 4  | Мельников Олександр Вікторович | 2000    | 2002       |
| 5  | Балалієв Фарід Юсуфович        |         |            |
| 6  | полковник Гордєєв              |         |            |
| 7  | Цеков Олег Мусович             | 2007    | 2009       |
| 8  | Рогалєв                        |         |            |
| 9  | Шемайтіс Арутр Іоносович       | 2011    | 2014       |
| 10 | Гуров В'ячеслав Миколайович    |         |            |
| 11 | Ашиток Володимир Іванович      |         |            |
| 12 | Шубін Микола Іванович          | 2019    | 2021       |
| 13 | Єршов Павло Олексійович        | 2021    | до тепер   |

## Втрати
З відкритих джерел відомо про деякі втрати бригади:

## Матеріали
- 74 ОМСБР, ЮРГА, ЦВО (архів) // warfare.be